# Xã Washington, Quận Lucas, Iowa
Xã Washington (tiếng Anh: Washington Township) là một xã thuộc quận Lucas, tiểu bang Iowa, Hoa Kỳ. Năm 2010, dân số của xã này là 721 người.